# Miodesopsia
Le miodesopsie (dal greco μυιοειδής, «simile a mosca»,  e ὄψις, «visione»), colloquialmente definite mosche volanti o muscae volitantes, sono un fenomeno entoptico dovuto a una non perfetta trasparenza dell'umor vitreo dell'occhio umano.

## Caratteristiche
Addensamenti del corpo vitreo che riempie il bulbo oculare proiettano ombre mobili sulla retina e, quindi, si presentano nel campo visivo sotto forma di punti, di filamenti, di macchie, di ragnatele.
Sono percepite maggiormente quando si guarda una superficie uniformemente chiara o luminosa, ad esempio il cielo azzurro, una parete chiara o uno schermo bianco di computer. Se si cambia la posizione dello sguardo, i corpi mobili seguono i cambiamenti di posizione per poi arrestarsi quando l'occhio si ferma.

## Eziologia
Il corpo vitreo costituisce circa i due terzi dell'intero volume dell'occhio ed è situato tra il cristallino e la retina; la sostanza che lo costituisce, detta umor vitreo, è composta per il 99% da acqua e per il rimanente 1% da collagene, acido ialuronico, da zuccheri, proteine solubili, cellule vitree (ialociti) e da fibrille vitreali che ne costituiscono l'impalcatura. Quando si osserva un oggetto la luce viene messa a fuoco dal cristallino e - dopo aver attraversato il corpo vitreo - viene creata un'immagine speculare sulla retina. Il corpo vitreo in linea teorica dovrebbe essere perfettamente trasparente; tuttavia, piccole imperfezioni sono sempre presenti anche se non sono di solito visibili grazie ad operazioni di compensazione e assuefazione del cervello. In seguito a fenomeni ossidativi, le fibre collagene tendono a frammentarsi formando filamenti di forme diverse, che fluttuano all'interno del liquido e proiettano un'ombra sulla retina, venendo percepite come opacità. Tenendo ferma la testa e guardando alternativamente in alto e in basso, si causa un mescolamento dell'umor vitreo e le ombre si rendono assai visibili.
La microstruttura gelatinosa del corpo vitreo si deteriora con l'età: la degenerazione comincia a 20-30 anni. Nei soggetti miopi i segni clinici possono comparire anche prima; altre cause di degenerazione possono essere traumi, disturbi del metabolismo elettrolitico, distacchi posteriori del vitreo stesso o, nel caso peggiore, distacchi di retina. Le miodesopsie possono essere effetti collaterali di operazioni chirurgiche, come ad esempio la rimozione del cristallino affetto da cataratta: di conseguenza possono apparire lampi di luce al buio (fotopsie) causati da sollecitazioni meccaniche compiute dal corpo vitreo distaccato contro la retina, e ciò può portare a lesioni più ampie della retina con conseguenze gravi per la vista, fino a provocare la cecità. Un esame oculistico è fortemente raccomandato in tutti questi casi.
Le miodesopsie sono considerate difetti secondari della vista e non una malattia; di solito non influiscono sulla vista in sé. La letteratura considera l'insorgenza di miodesopsie perfettamente nella norma per una popolazione matura, si sta anche recentemente evidenziando come le miodesopsie stiano colpendo giovani dai 20 ai 30 anni e questo problema può avere un impatto particolarmente negativo sulla qualità della vita dei giovani demografi.

## Terapia
Alcuni trattamenti prevedono l'utilizzo di particolari tipi di laser o altre procedure di microchirurgia oculistica (vitrectomia), specialmente quando l'entità dei corpi mobili è tale da infastidire in modo duraturo la vista.
È auspicabile che il paziente confidi nelle sue capacità di adattamento: infatti le miodesopsie non pregiudicano la capacità visiva del paziente. In letteratura si legge di persone che col tempo (mesi o anni) hanno imparato ad ignorare completamente le miodesopsie. A volte chi ne è affetto, sebbene in condizioni normali abbia una vista normale, tende a ricercare con ossessione le proprie miodesopsie amplificando di fatto il problema a livello psicologico.
Alcuni medici oculisti prescrivono integratori alimentari specifici, consigliando anche di bere molta acqua. L'efficacia degli integratori alimentari è da verificare: è altamente improbabile che possano influire sull'evoluzione del vitreo. Una buona alimentazione ricca di vitamine, verdura e cibi ricchi di liquidi è invece sicuramente di fondamentale importanza, specie durante la stagione calda, per prevenire alterazioni vitreali.
Un semplice accorgimento che non risolve il disturbo ma può renderlo molto meno fastidioso consiste nell'indossare occhiali da sole con lenti larghe e scure, eventualmente a specchio, soprattutto nelle giornate luminose: l'intensità delle miodesopsie nel campo visivo apparirà notevolmente ridotta.